# Paragus vandergooti
Paragus vandergooti är en tvåvingeart som beskrevs av Marcos-garcia 1986. Paragus vandergooti ingår i släktet stäppblomflugor, och familjen blomflugor.
Artens utbredningsområde är Spanien. Inga underarter finns listade i Catalogue of Life.